# امپراتور کومی
امپراتور کُومِی (به ژاپنی: 孝明天皇 Kōmei-tennō)، امپراتور کومئی، نام زمان ولیعهدی شاهزاده اوساهیتو صد و بیست و یکمین امپراتور ژاپن بود. وی چهارمین پسر امپراتور نینکو بود.
: 123–135  سلطنت کومی از ۱۸۴۶ تا ۱۸۶۷، مطابق با دوره باکوماتسو دوره ادو بود.: ۱۸۶ 
در طول سلطنت او آشفتگی داخلی زیادی در نتیجه روابط ژاپن پس از اردوکشی ناخدا پری با ایالات آمریکا وجود داشت. متیو سی. پری در ۱۸۵۳ و ۱۸۵۴، و متعاقب آن اجبار عهدنامه کاناگاوا به دوره ۲۲۰ ساله ساکوکو یا انزوای ژاپن و بسته بودن این کشور به روی کشورهای غربی پایان داد. امپراتور کومی به هیچ چیز خارجی اهمیت نمی‌داد و با گشودن ژاپن به روی قدرت‌های غربی مخالف بود. سلطنت او همچنان تحت سلطه قیام و درگیری‌های حزبی بود و در نهایت به جنگ بوشین و پایان قدرت شوگون‌سالاری توکوگاوا ختم شد. پس از مرگ امپراتور کُومِی در سال ۱۸۶۷، پسرش امپراتور میجی جانشین وی شد. اندکی پس از مرگ او نوسازی میجی در آغاز دوره میجی توسط پسر و جانشین او امپراتور میجی آغاز شد. خواهر کوچکتر امپراتور، شاهزاده امپراتور، چیکاکو، شاهدخت کازو (和宮親子内親王)، با شوگون شوگون‌سالاری توکوگاوا، توکوگاوا ایه‌موچی به عنوان بخشی از کوبوگاتای ازدواج کرد.: ۵۰۲  در ابتدا هم امپراتور و هم خواهرش با این ازدواج مخالف بودند، اگر چه بعد از ازدواج او متوجه شد که چنین روابط خانوادگی با حاکم واقعی ژاپن دستاوردهایی دارد. امپراتور کومی اهمیت چندانی به هیچ چیز خارجی نمی‌داد و با باز کردن ژاپن به روی قدرت‌های غربی مخالفت می‌کرد، حتی در حالی که شوگون همچنان خواسته‌های خارجی را می‌پذیرفت.
پس از ۲۱ سال سلطنت، او در ۲۵ دسامبر ۱۸۶۶، در سن ۳۶ سالگی بر اثر آبله درگذشت.

## اوایل زندگی

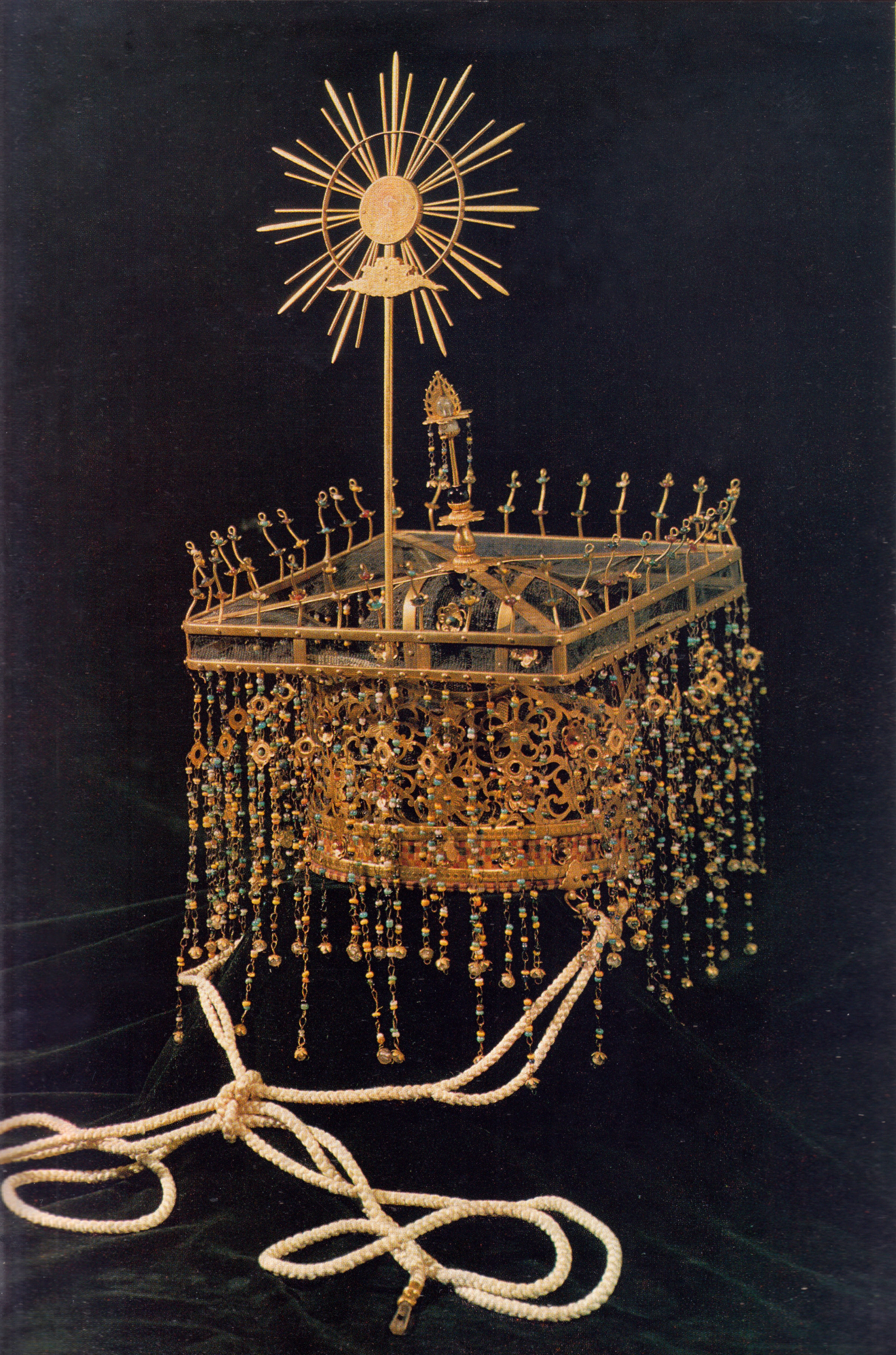
تاج امپراتوری امپراتور کومی

قبل از نشستن کومی به تخت پادشاهی ژاپن، نام شخصی او (نام ژاپنی) اوساهیتو (統仁) و عنوان او هیرو-نو-میا (煕宮) بود.
: 10  اوساهیتو در ۲۲ ژوئیه ۱۸۳۱ متولد شد و چهارمین پسر امپراتور نینکو و همسرش اوگیماچی نائوکو (正親町雅子) بود. خانواده امپراتوری اوساهیتو با او در قصر هی‌آن زندگی می‌کردند.

## وضعیت زمانه
دوران سلطنت او در پایان دوره ادو یا باکوماتسو، دورانی پرآشوب بود، زمانی که دربار امپراتوری، که قبلاً خارج از قلمرو سیاست بود، ناگهان به مرکز قدرت تبدیل شد و امپراتور مجبور بود با بسیاری از امور دشوار ملی دست و پنجه نرم کند. در ژوئن ۱۸۵۳، هفت سال پس از به تخت نشستن او، یک کشتی آمریکایی به اوراگا (کاناگاوا) رسید و نظام انزواطلبی فروپاشید و منجر به درخواست شوگون‌سالاری ادو برای امضای پیمان دوستی و تجارت بین ایالات متحده و ژاپن در ژانویه ۱۸۵۸ از امپراتوری شد. امپراتور، مانند اکثر اشراف دربار در آن زمان، نگران بود که گشودن کشور، امپراتوری ژاپن را آلوده کند، بنابراین از صدور فرمان امپراتوری خودداری کرد و دستور داد که تصمیم در مورد امضای این پیمان با رأی جمعی اربابان فئودال گرفته شود. با این حال، شوگون‌سالاری نه تنها پیمان را بدون انتظار برای صدور فرمان امپراتوری در ژوئن همان سال امضا کرد، بلکه با هلند، روسیه و انگلستان نیز پیمان‌هایی منعقد کرد. این امر امپراتور را خشمگین کرد، که تصمیم به کناره‌گیری گرفت و فرمان امپراتوری را به شوگون‌سالاری و قلمرو میتو صادر کرد و درخواست تجدیدنظر برای اطمینان از عدم سوءمدیریت امور ملی و اجرای اراده امپراتور را داد. در آن زمان، اختلاف بر سر جانشینی شوگون نیز مطرح بود و افکار عمومی ملتهب شده بود، اما شوگون‌سالاری سعی کرد توضیح دهد که امضای این پیمان یک اقدام مصلحتی موقت تا زمان تقویت ارتش بوده است، اما شروع به سرکوب مخالفان (پاکسازی آنسی) کرد، بنابراین امپراتور، اگرچه ناراضی بود، این توضیح را پذیرفت.

## سلطنت

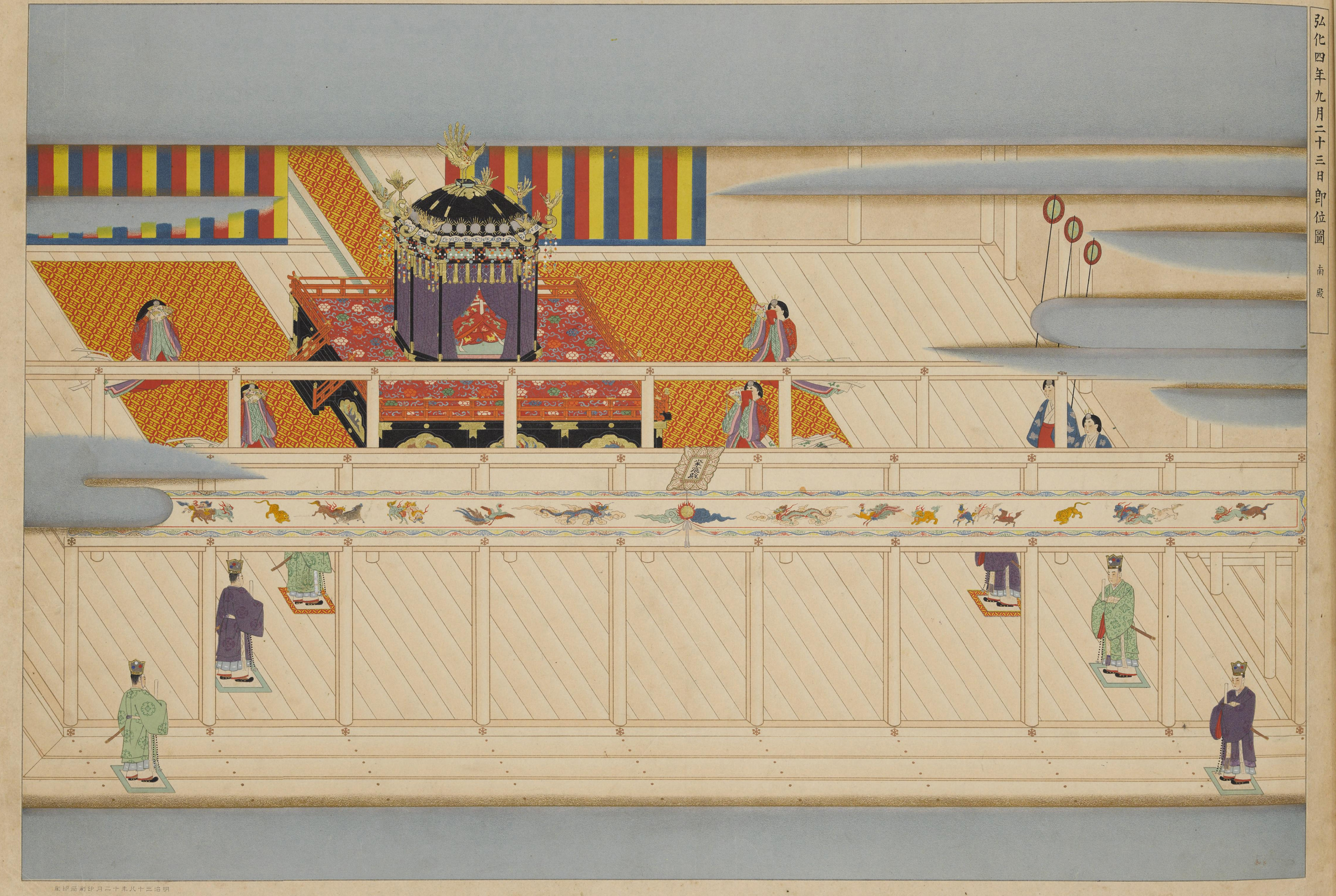
مراسم تاجگذاری امپراتور کومی

شاهزاده اوساهیتو در ۱۰ مارس ۱۸۴۶ پس از مرگ پدرش به عنوان امپراتور بر تخت سلطنت نشست. در سال‌های سلطنت کومی با دوره ای مطابقت دارد که در آن توکوگاوا ایه‌یوشی، توکوگاوا ایه‌سادا، توکوگاوا ایه‌موچی و توکوگاوا یوشینوبو از شوگون‌سالاری توکوگاوا شوگون بودند و قدرت را در دست داشتند. در ۸ ژوئیه ۱۸۵۳ متیو سی. پری با «کشتی سیاه» خود برای اجبار تجارت با ژاپن وارد شد. شوگون‌سالاری توکوگاوا که برای حدود سه قرن امور نظامی و غیرنظامی را در استان‌های فئودالی ژاپن کنترل می‌کرد، ثابت کرد که قادر به مقابله با چالش جدید تجارت آزاد با غرب نیست. در آن زمان، امپراتور کومی هنوز تنها قدرت نمادین خود را در دربار خود در کیوتو حفظ کرده بود. از آنجایی که شوگون‌سالاری توکوگاوا که به دلیل اختلافات داخلی ضعیف شده بود، به تدریج حاکمیت خود را به قدرت‌های خارجی در معرض تهدید نیروی نظامی تسلیم کرد، امپراتور کومی شروع به ادعای قدرت امپراتوری خود کرد و بسیاری از قدرت‌هایی را که اجدادش به خاندان توکوگاوا در طی قرن‌ها و پس از دوره سنگوکو (جنگ‌های داخلی) واگذار کرده بودند، به دست آورد.: ۱۷۷ 
در مارس ۱۸۴۷ (کوکا ۴)، هنگامی که امپراتور کومی قدرت را به دست گرفت، مؤسسهٔ دانشگاهی گاکوشوئین را در ضلع شرقی کاخ امپراتوری کیوتو، به عنوان مکانی برای آموزش اشراف تأسیس کرد. بیش از بیست سال تا دوره میجی، سخنرانی‌هایی در مورد کتاب‌های چینی و ژاپنی به‌طور منظم برگزار می‌شد و بسیاری از اشراف خود را وقف مطالعه در گاکوشوئین می‌کردند. در ابتدا، این مکان به عنوان یک مکان آموزشی ساده تحت خواسته‌های شوگون‌سالاری تأسیس شد که با گسترش قدرت دربار امپراتوری موافق نبود. با این حال، با گذشت زمان، همزمان با اینکه تحولات پیرامون دربار امپراتوری اهمیت سیاسی بیشتری پیدا کرد، نقش گاکوشوئین نیز گسترش یافت. پس از ورود کشتی‌های سیاه، هنگامی که جنبش سوننو جوئی فعال‌تر شد، گاکوشوئین به مکانی برای تجمع میهن‌پرستان، عمدتاً از قلمرو چوشو، تبدیل شد.

### بیگانه‌ستیزی
کمی پس از به تخت نشستنش، او فرمانی امپراتوری به شوگون‌سالاری صادر کرد و درخواست کرد که «دفاع از ساحل تقویت شود». سپس، سال بعد در آوریل ۱۸۴۷، او فرستاده‌ای امپراتوری را به معبد معبد ایواشیمیزو فرستاد تا برای اخراج بیگانگان دعا کند و در سال ۱۸۵۰، سه بار فرستادگان امپراتوری را به هفت معبد و معبد اصلی اطراف کیوتو فرستاد تا برای اخراج بیگانگان دعا کنند. در دسامبر اولین سال دوره آنسی (۱۸۵۴)، هنگامی که دریاسالار پری بازگشت، حتی فرمانی از دایجوکان صادر کرد تا زنگ‌های معابد را کنده و آب کنند و برای ساخت توپ (جنگ‌افزار)] از آن استفاده کنند. به عبارت دیگر، او طرفدار سرسخت اخراج خارجی‌ها بود. او معتقد بود که برای مقابله با تهدید کشتی‌های خارجی از سوی قدرت‌های غربی که به آب‌های ساحلی ما نزدیک می‌شوند، ضروری است که دربار امپراتوری و شوگون‌سالاری با عزمی راسخ برای هرگز تسلیم نشدن، متحد شوند و گرد هم آیند. او به خاطر شنیده شدن صدایش در خط مقدم سیاست و ایدئولوژی فعال ضد خارجی‌اش شناخته شده است. او علیه روابط خارجی پرتنش صحبت کرد، نامه‌ای به شوگون‌سالاری ادو صادر کرد تا تمام تلاش خود را برای دفاع از ساحل انجام دهد و از تصمیم «خودسرانه» مشاور ارشد شوگون‌سالاری ایی نائوسوکه در مورد انعقاد اجباری پیمان دوستی و تجارت بین ایالات متحده و ژاپن انتقاد کرد.

### مشورت با شوگون‌سالاری
در ۲۲ ژانویه ۱۸۵۸، «دایگاکو-نو-کامی» هایاشی آکیرا ریاست هیئت باکوفو را بر عهده داشت که از امپراتور کومی در تصمیم‌گیری در مورد نحوه برخورد با قدرت‌های خارجی تازه مدعی، مشاوره می‌گرفت.: ۱۷۸  این اولین باری بود که از زمان تأسیس شوگون‌سالاری توکوگاوا، به‌طور فعال از امپراتور مشورت خواسته می‌شد. آشکارترین پیامد این تغییر و تحول، افزایش تعداد پیام‌رسان‌هایی بود که در دهه بعدی بین ادو و کیوتو دررفت و آمد بودند.: ۳۲۴ 

#### فرمان مخفی امپراتوری بوگو
فرمان مخفی امپراتوری بوگو یک فرمان امپراتوری است که توسط امپراتور کومی به قلمرو میتو صادر شده است. در روز ۸ از ماه هشتم ۱۸۵۸ قمری (۱۴ سپتامبر ۱۸۵۸) (دوره آنسی ۵)، امپراتور که به دلیل امضای پیمان دوستی و تجارت بین ایالات متحده و ژاپن بدون اجازه امپراتوری نسبت به شوگون‌سالاری خشمگین، فرمان امپراتوری را به قلمرو میتو صادر کرد تا شوگون‌سالاری را اصلاح کند. در این فرمان، امپراتور از امضای پیمان بدون اجازه انتقاد کرد و تمایل خود را برای همکاری قلمروها در مقابله با بیگانگان ابراز کرد و به قلمروها دستور داد تا این فرمان را پخش و ابلاغ کنند. در پاسخ، شوگون‌سالاری به قلمرو میتو دستور داد تا ارسال این فرمان را متوقف کند و خواستار بازگرداندن آن شد. سامورایی‌های قلمرو میتو شورش کردند، اما شوگون‌سالاری آنها را با پاکسازی آنسی سرکوب کرد. در پایان سال ۱۸۵۹، شوگون سالاری موفق شدند امپراتور را وادار به صدور دستور بازگشت این فرمان کنند. در سال ۱۸۶۰، تحت تأثیر این فرمان رونین‌های قلمرو میتو ایی نائوسوکه را در حادثه ساکورادامون (۱۸۶۰) ترور کردند و جنبش سوننو جوئی دست بالا را در دربار پیدا کرد.
در مارس سال اول دوره دوره مانئن (۱۸۶۰)، زمانی که مشاور ارشد شوگون ایی نائوسوکه ترور شد (حادثه ساکورادامون (۱۸۶۰))، شوگون‌سالاری برای بازگرداندن قدرت رو به زوال خود، قصد داشت آشتی بین دربار امپراتوری و ارتش شوگونی را ترویج دهد و از خواهر کوچکتر امپراتور، پرنسس کازونومیا، خواست تا به عنوان نشانه‌ای از اتحاد دربار امپراتوری و ارتش، با شوگون چهاردهم توکوگاوا ایه‌موچی ازدواج کند. وقتی امپراتور فهمید که چیکاکو، شاهدخت کازو (که قبلاً با شاهزاده آریسوگاوا تاروهیتو نامزد شده بود) موافقت نخواهد کرد، درخواست را رد کرد، اما رد درخواست‌های مکرر او برایش دشوار بود و از شوگون‌سالاری سوگند گرفت که آمادگی‌های نظامی را تقویت کند و سیستم قدیمی انزوای ملی (ساکوکو) را از طریق هماهنگی بین دربار امپراتوری و شوگون‌سالاری احیا کند و در نهایت مجوز امپراتوری را صادر کرد. انجام این ازدواج در در فوریه ۱۸۶۲ (هر دو ۱۷ ساله بودند)، به دربار امپراتوری دست بالا را نسبت به شوگون‌سالاری داد و برای پیشبرد سیاست اتحاد دربار امپراتوری و شوگون‌سالاری، به خاندان‌های اربابی قلمرو ساتسوما و قلمرو چوشو دستور داد تا امور ملی را اداره کنند، اما در این مدت قدرت جناح ضد خارجی چه در داخل و چه در خارج از دربار امپراتوری با حمایت خاندان چوشو بسیار افزایش یافت.

### زیارت
در سال ۱۸۶۳ (سال سوم بونکیو)، امپراتور در یازدهمین روز از ماه سوم تقویم قدیم، برابر با ۲۸ آوریل از سال ۱۸۶۳ میلادی، معابد کامو (در شمال کیوتو)، و درست یک ماه بعد در یازدهم ماه چهارم تقویم قدیم برابر با ۲۸ مه سال ۱۸۶۳ میلادی، از معبد ایواشیمیزو هاچیمانگو بازدید کرد تا برای موفقیت اخراج بیگانگان دعا کند. در دوره ادو شوگون‌سالاری اجازه خروج از کاخ امپراتوری را به امپراتور نمی‌داد. با وجود این ظلم و ستم که نسل‌ها ادامه داشت، امپراتور کومی برای اولین بار پس از ۲۳۷ سال جرئت کرد از معابد کامو بازدید کند.
در آن زمان، امپراتور به بالای معبد کامو رفت و تعظیم کرد و دعایی خواند که چنین بود: «باشد که مردم کشور به اتحاد و یکپارچگی بازگردند، وفادار و صادق باشند و به سرعت به موفقیت بیرون راندن بربرها دست یابند، قدرت الهی دولت امپراتوری را به چهار دریا نشان دهند و برای همیشه به افکار بربرها و راهزنان پایان دهند.»
هیگاشیکوزه میچیتومی، از اشراف دربار که از نزدیک در کنار امپراتور خدمت می‌کرد، دیدار از معبد ایواشیمیزو هاچیمانگو را اینگونه به یاد می‌آورد:
بازدید امپراتور از [[[ایواشیمیزو هاچیمانگو|معبد ایواشیمیزو]] در یازدهم ماه چهارم (۲۸ مه سال ۱۸۶۳) انجام شد و تخت روان امپراتوری برای اولین بار اجازه خروج از پایتخت، کیوتو را یافت. امپراتور در کاخ داخلی اقامت داشت و هرگز اجازه خروج از محوطه کاخ را نداشت، بنابراین باید هنگام دیدن رشته کوه ایکوما و جریان طولانی رود یودو، احساس عجیبی داشته باشد.

### فرمان اخراج اجنبی‌ها
شوگون‌سالاری روز ۱۰ از ماه پنجم (تقویم قدیم) برابر با ۲۵ ژوئن ۱۸۶۳، را به عنوان تاریخ اجرای فرمان اخراج اجنبی‌ها تعیین کرد. در آن روز، خاندان چوشو، کشتی‌های خارجی عبوری از تنگه شیمونوسکی را بمباران کردند؛ بنابراین، درباریان و میهن‌پرستان جناح ضد خارجی، قدرت گرفتند و قصد داشتند شخصاً بربرها را اخراج کنند و حتی سفر امپراتوری به ولایت یاماتو را ترتیب دادند، اما امپراتور اخراج فوری بربرها را اقدامی بی‌ملاحظه می‌دانست و عمیقاً نگران وضعیتی بود که به سمت سرنگونی شوگون‌سالاری پیش می‌رفت، بنابراین مخفیانه شاهزاده ناکاگاوا (شاهزاده امپراتوری آساهیکو) را مأمور کرد تا آن را خنثی کند.

### کودتای بونکیو
در کودتای بونکیو، دربار امپراتوری سفر امپراتوری به یاماتو را لغو کرد، دروازه‌های کاخ را با سربازانی از قلمروهای ساتسوما و آیزو تقویت کرد و دستور داد تا از ورود درباریان افراطی طرفدار اخراج بیگانگان از کاخ جلوگیری شود و نگهبانان قلمرو چوشو از دروازه‌های کاخ اخراج شوند. آشوب‌های سیاسی، حادثه کینمون و اولین لشکرکشی چوشو، آغاز یک وضعیت سیاسی گیج‌کننده را رقم زد، اما امپراتور همچنان به سیاست اساسی اتحاد دربار امپراتوری و شوگون‌سالاری، و انزواطلبی و اخراج بربرها پایبند بود. با این حال، اوضاع در داخل و خارج از کشور به تدریج در جهت مخالف خواست امپراتور پیش رفت و سرانجام در اکتبر ۱۸۶۵، به درخواست مشترک فرستادگان بریتانیا، ایالات متحده، فرانسه و هلند، این پیمان توسط دربار امپراتوری تصویب شد و در ژانویه سال بعد، قلمروهای ساتسوما و چوشو با هدف سرنگونی شوگون‌سالاری اتحاد ساتچو را برقرار کردند. سپس، در ماه اوت، دومین لشکرکشی چوشو شکست خورد و اوضاع سیاسی نشانه‌هایی از پیشرفت پیوسته به سمت سرنگونی شوگون‌سالاری را نشان داد.
امپراتور کومی در طول سلطنت خود، ۳۶ بار فرمان‌های امپراتوری را صادر و برای صلح و رفاه ملت دعا کرد، و ملکه نیز با استفاده از اوراق دربار بی‌وقفه دعا می‌کرد.

## مرگ
امپراتور به آبله مبتلا شد و بهبود نیافت و زندگی خود را با نگرانی در مورد امور ملی به پایان رساند. سلطنت او ۲۱ سال از ۳۶ سال از زمان تولدش در ۲۲ ژوئیه ۱۸۳۱ طول کشید. در ژانویه ۱۸۶۷، امپراتور به آبله مبتلا شد که باعث تعجب شد زیرا گفته می‌شود کومی قبلاً هرگز بیمار نشده بود. در ۳۰ ژانویه ۱۸۶۷، او دچار یک دوره شدید و کشنده استفراغ و اسهال شد و لکه‌های بنفش روی صورتش ظاهر شد. مرگ امپراتور کومی برای نیروهای ضد باکوفو که کومی دائماً با آنها مخالفت می‌کرد، کاملاً مناسب بود. در آن زمان شایعه شده بود که او یا توسط رادیکال‌های چوشو یا مقامات رادیکال دربار ترور شده است. دیپلمات بریتانیایی ارنست میسن ساتو نوشت: «انکار این نکته غیرممکن است که ناپدید شدن امپراتور کومی از صحنه سیاسی و به جا گذاشتن پسری پانزده یا شانزده ساله به عنوان جانشینش، بسیار به جا بوده است.» *: ۹۴–۹۶  با این حال، هیچ مدرکی در این مورد وجود ندارد و عموماً اعتقاد بر این است که او صرفاً یکی دیگر از قربانیان یک بیماری همه‌گیر جهانی در آن زمان بوده است.: ۲۸۲ 
مرگ ناگهانی امپراتور که باعث تغییر در وضعیت سیاسی در پایان دوره ادو شد، مدت‌ها به عنوان یک ترور مشکوک بود. با این حال، تصور می‌شود که او بر اثر آبله مرده است و اسناد جدیدی در سال‌های اخیر برای تأیید این موضوع یافت شده است.

## دوران سلطنت کومی

مهر امپراتوری ژاپن — شگوفه تلطیف شده گل داوودی

امپراتور کومی آخرین امپراتور ژاپنی بود که بیش از یک نام عصر ژاپنی (ننگو) در یک دوره حکومت داشت. با شروع جانشین او، امپراتور میجی، یک نام دوره واحد (مشابه با نام پسامرگ نهایی یک امپراتور) انتخاب می‌شد و تا زمان مرگ او تغییر نمی‌کرد. در زمان سلطنت کومی هفت «ننگو» وجود داشت.
: 17 
- کوکا (دوره) (۱۸۴۴–۱۸۴۸)
- کائی (۱۸۴۸–۱۸۵۴)
- آنسی (دوره) (۱۸۵۴–۱۸۶۰)
- مانئن (۱۸۶۰–۱۸۶۱)
- بونکیو (دوره) (۱۸۶۱–۱۸۶۴)
- گنجی (دوره) (۱۸۶۴–۱۸۶۵)
- کیئو (دوره) (۱۸۶۵–۱۸۶۸)

## خانواده
خانواده شامل شش فرزند، چهار دختر و دو پسر بود. اما آینده امپراتور میجی تنها کسی بود که تا بزرگسالی زنده ماند.: 125  همسر اصلی کومی آساکو کوجو (九条夙子) بود.: 334  پس از مرگ کومی در سال ۱۸۶۷، امپراتور میجی به آساکو لقب امپراتریس دوواگر ایشو (英照皇太后) داده شد.

### همسر اصلی
| موقعیت | نام                                                            | تولد | مرگ  | پدر           | فرزندان |
| ------ | -------------------------------------------------------------- | ---- | ---- | ------------- | --- |
| نیوگو  | آساکو کوجو (九条夙子) later امپراتریس دوواگر ایشو (英照皇太后) | ۱۸۳۵ | ۱۸۹۷ | کوجو هیساتادا | • نخستین دختر: شاهدخت امپراتوری یوریکو • دومین دختر: شاهدخت فوکی • پسرخوانده: شاهزاده امپراتوری موتسوهیتو (بعدها امپراتور میجی) |

### همسران غیراصلی
| نام                        | تولد     | مرگ      | پدر               | فرزندان                                                        |
| -------------------------- | -------- | -------- | ----------------- | -------------------------------------------------------------- |
| بوجو نوبوکو (坊城伸子)     | ۱۸۳۰     | ۱۸۵۰     | ناشناخته          | • نخستین پسر: میوکوگن این                                      |
| یوشیکو ناکایاما (中山慶子) | ۱۸۳۶     | 1907     | ناکایاما تادایاسو | • دومین پسر: شاهزاده امپراتوری موتسوهیتو (بعدها امپراتور میجی) |
| هرویکاوا کیکو (堀河紀子)   | 1837     | ۱۹۱۰     | ناشناخته          | • سومین دختر: شاهدخت سوما • چهارمین دختر: شاهدخت ریئه          |
| ایماکی شیگه‌کو (今城重子)   | ۱۸۲۸     | ۱۹۰۱     | ناشناخته          | نیست                                                           |
| ایماکی نائوکو (今城尚子)   | ناشناخته | ناشناخته | ناشناخته          | نیست                                                           |

### فرزندان
| وضعیت        | نام                                                | تولد | مرگ  | مادر                                            | ازدواج         | موضوع                                                                                                   |
| ------------ | -------------------------------------------------- | ---- | ---- | ----------------------------------------------- | -------------- | --- |
| پسر ارشد     | شاهزاده میوکوگه این (妙香華院)                     | ۱۸۴۹ | ۱۸۵۰ | بوجو نوبوکو                                     | —              | — |
| دختر ارشد    | شاهدخت امپراتوری یوریکو (順子内親王)               | ۱۸۵۰ | ۱۸۵۲ | آساکو کوجو                                      | —              | — |
| دومین پسر    | شاهزاده موتسوهیتو (睦仁親王) (بعدها امپراتور میجی) | ۱۸۵۲ | ۱۹۱۲ | یوشیکو ناکایاما (تولد) آساکو کوجو (فرزندخوانده) | امپراتریس شوکن | • امپراتور تایشو • شاهدخت ماساکو تاکه‌دا • فوساکو کیتاشیراکاوا • شاهدخت نوبوکو آساکا • توشیکو هیگاشیکونی |
| دومین دختر   | شاهدخت فوکی (富貴宮)                               | ۱۸۵۸ | ۱۸۵۹ | کوجو آساکو                                      | —              | — |
| سومین دختر   | شاهدخت سوما (寿万宮)                               | ۱۸۵۹ | ۱۸۶۱ | هیروکاوا کیکو                                   | —              | — |
| چهارمین دختر | شاهدخت ریئه (理宮)                                 | ۱۸۶۱ | ۱۸۶۲ | هیروکاوا کیکو                                   | —              | — |